# Thricops nigritellus
Thricops nigritellus är en tvåvingeart som först beskrevs av Zetterstedt 1838.  Thricops nigritellus ingår i släktet Thricops och familjen husflugor. Arten är reproducerande i Sverige. Inga underarter finns listade i Catalogue of Life.